# Philopota sobria
Philopota sobria är en tvåvingeart som beskrevs av Walker 1852. Philopota sobria ingår i släktet Philopota och familjen kulflugor. Inga underarter finns listade i Catalogue of Life.